# Edna Hunter
Edna Hunter (1876 - 5 de fevereiro de 1920) foi uma atriz de teatro e de cinema estadunidense da era do cinema mudo, que atuou em 15 filmes entre 1915 e 1918. Morreu aos 44 anos de idade, vítima da pandemia de Gripe espanhola de 1918.

## Biografia
Nasceu em Attica, Indiana, filha de Samuel Hunter (1847-1881) e Emma Hunter (1850-1906). Foi educada na Agnes School em Albany, Indiana. Seu pai morreu aos 36 anos em 1881, quando Edna tinha 6 anos de idade, e a mãe voltou a se casar, com Mr. Chas. Brownlee, mudando-se com a família para Toledo, Ohio. Iniciou sua atuação teatral na Broadway, em 1898, onde atuou até 1914. Sua primeira peça foi A Runaway Girl, em 1898, e a última Papa’s Darling, em 1914.
Em 1915 iniciou sua carreira cinematográfica, na Victor Film Company, e seu primeiro filme foi o curta-metragem A Witch of Salem Town, em 1915, pela Victor Company, ao lado de Mary Fuller e Curtis Benton. Atuou depois pela Independent Moving Pictures Company, em filmes como You Can't Always Tell (1915), The Marble Heart (1915) e Almost a Papa (1915), esse ao lado de King Baggot, que atuaria ao seu lado em vários filmes posteriores. Atuou pelo Vitagraph Studios em A Prince in a Pawnshop (1916) e pela Monmouth Film Corporation no seriado Jimmie Dale Alias the Grey Seal (1917). Seu último filme foi The Unchastened Woman, em 1918.

## Vida pessoal e morte
Edna casou aos 16 anos de idade com o pintor e ilustrador Worden G. Wood (1880-1943), e tiveram dois filhos, Emily (nascida em 7 de janeiro de 1907) e Hunter (nascido em 18 de dezembro de 1908). Divorciaram-se em 1912.
Morreu aos 44 anos, em 5 de fevereiro de 1920, vítima da gripe espanhola de 1918
 e está sepultada no Riverside Cemetery, em Attica, Indiana.

## Filmografia parcial
- A Witch of Salem Town (1915)
- You Can't Always Tell (1915)
- The Marble Heart (1915)
- Man or Money? (1915)
- Almost a Papa (1915)
- Half a Rogue (1916)
- The Common Law (1916)
- A Prince in a Pawnshop (1916)
- Jimmie Dale Alias the Grey Seal (1917)
- The Naulahka (1918)
- The Unchastened Woman (1918)

## Peças
- A Runaway Girl (1898)
- Chris and the Wonderful Lamp (1900)
- Foxy Quiller (In Corsica) (1900)
- The Strollers (1901)
- The Liberty Belles (1901)
- Florodora (1902)[11]
- Tom, Dick and Harry (1905)
- Girlies (1910)
- The Girl in the Train (1910)
- Over the River (1912)
- Papa’s Darling (1914)